# Апачи (Оклахома)
Апачи (енгл. Apache) град је у америчкој савезној држави Оклахома.

## Демографија
По попису из 2010. године број становника је 1.444, што је 172 (-10,6%) становника мање него 2000. године.
| Група             | 2000.         | 2010.       |
| Белци             | 1.127 (69,7%) | 929 (64,3%) |
| Афроамериканци    | 2 (0,1%)      | 4 (0,3%)    |
| Азијати           | 4 (0,2%)      | 3 (0,2%)    |
| Хиспаноамериканци | 56 (3,5%)     | 66 (4,6%)   |
| Укупно            | 1.616         | 1.444       |